# Sattelhorn
Sattelhorn – szczyt w Alpach Berneńskich, części Alp Zachodnich. Leży w Szwajcarii w kantonie Valais. Należy do głównego łańcucha Alp Berneńskich. Można go zdobyć ze schroniska Hollandiahütte (3238 m) lub Anenhütte (1734 m).